# Colonnade Row
El Colonnade Row, también conocido como LaGrange Terrace, comprende una serie de edificios protegidos, y está situado en la actual Lafayette Street, en el NoHo, Nueva York.
Construido en estilo renacentista griego, en la década de 1830, se cree que fue obra de Seth Greer, aunque el proyecto se ha atribuido a una serie de otros arquitectos. La serie de nueve casas en hilera, de las cuales sólo quedan cuatro, deben su existencia a John Jacob Astor, quien compró la propiedad, y más tarde vivió, concretamente en el n.º 424. Los edificios se encuentran inscritos en el Registro Nacional de Lugares Históricos con el nombre de LaGrange Terrace, y las fachadas permanecen en pie actualmente en Lafayette Street, al sur de Astor Place.

## Diseño
Los nueve edificios originales, una serie de casas de estilo griego, construidos por Seth Geer, un contratista de Albany, Nueva York (cuyo nombre también se da como "Greer") se encontraban en Lafayette Street, entre los números 418 y 426, justo en el lugar que ocuparon los Vauxhall Gardens. La propiedad en la que estos edificios fueron construidos fue comprada por Astor en 1804 por 45.000 dólares. El nombre original de los edificios fue Lagrange o la Grange Terrace, en honor al Marqués de La Fayette, uno de los muchos lugares que lleva su nombre en la ciudad de Nueva York y en la costa este, después de su gira triunfal entre 1824 y 1825.
Cada uno de los edificios tenía 26 habitaciones y medían 8,2 metros de ancho, por 4,6 de profundidad, algo poco común en aquel momento. Sus fachadas estaban hechas completamente de mármol y se enlazaban entre sí con un pórtico de columnas corintias, las cuales proporcionaron a las casas su nombre actual. El mármol utilizado en su fabricación provenía de Sing Sing, donde los presos trabajaron para cortarlo y utilizarlo en la construcción.
El año exacto de su construcción, así como el arquitecto responsable están sujetoa a debate. Los arquitectos en general, acreditan el diseño del Colonnade Row a Alexander Jackson Davis, Ithiel Town, y James Dakin, quienes se cree que diseñaron las viviendas para las familias Astor y Vanderbilt. Se cree que Town y Dakin comenzaron el proyecto, al que llamaron LaGrange Terrace, durante el invierno de 1831-1832, período durante el cual trabajaron en una serie de proyectos de diseño. En cuanto a Davis, se cree que no desempeñó un papel en la construcción final del edificio, que fue terminado en 1833 según la Comisión de Monumentos, e incluso algunos creen que no trabajó en el diseño de ninguno.
Aparte de John Jacob Astor IV, el presidente John Tyler pasó algún tiempo en el Colonnade Row, al igual que Cornelius Vanderbilt, Washington Irving, y Warren Delano.

## Declive
En el momento de su construcción, Lafayette Place, entonces un Cul-de-sac adoquinado, era la zona más de moda en Nueva York y una de las primeras que se desarrollaron en la expansión de la ciudad al norte de Canal Street. Los datos demográficos de la clase alta de la zona cambiaron, y en 1860, Murray Hill fue considerado un lugar mejor para vivir, por lo que el área alrededor de la antigua Lafayette Place entró en decadencia.
Los edificios originales ubicados entre los números 418 y 426 de Lafayette Place, fueron derruidos a raíz de una propuesta fallida de 1902 para reubicar las estructuras remanentes de Bryant Park. Después, más de la mitad fueron destruidas para dejar espacio al almacén de Wanamaker's y sus grandes almacenes. Algunas de las columnas y piezas decorativas terminaron en Morristown, Nueva Jersey.

## Protección
Los cuatro edificios que se conservan, concretamente los números 428, 430, 432, y 434 de Lafayette Street, fueron los primeros en ser declarados como protegidos, cuando Nueva York comenzó a hacerlo en 1965, a pesar de haber sido subdivididos en apartamentos y locales comerciales, alterados, y en general, en mal estado. Las audiencias públicas en relación con su protección, se llevaron a cabo el 21 de septiembre de 1965, en las cuales, un número de personas apoyaron su protección, ante lo cual, los propietarios no presentaron objeciones. Los edificios fueron añadidos al Registro Nacional de Lugares Históricos en diciembre de 1976, después de haber sido nominados en agosto del mismo año.
Los propietarios anunciaron planes para restaurar los edificios en 1995, sin embargo, esto no ha ocurrido todavía, debido en parte a los costos.